# Paraphaea binotata
Paraphaea binotata – gatunek chrząszcza z rodziny biegaczowatych i podrodziny Lebiinae.

## Taksonomia
Gatunek ten opisany został po raz pierwszy w 1825 roku przez Pierre’a F.M.A. Dejeana pod nazwą Plochionus binotatus. Jako miejsce typowe wskazano Mariany. W 1852 roku Maximilien Chaudoir opisał Calleida discophora, wskazując jako miejsce typowe północny Hindustan, a w 1873 roku Henry Walter Bates opisał Paraphaea signifera, wskazując jako miejsce typowe Satsumę w Japonii – oba te gatunki zsynonimizowane zostały w 1877 roku przez Chaudoira z Plochionus binotatus, przy jednoczesnym przeniesieniu tegoż do rodzaju Anchista. W tym samej publikacji Chaudoir opisał Anchista eurydera ze wschodnich Indii. W 2013 roku Shi Hongliang, Zhou Hongzhang i Liang Hongbin przenieśli omawiany gatunek do rodzaju Paraphaea, synonimizując z nim A. eurydera.

## Morfologia

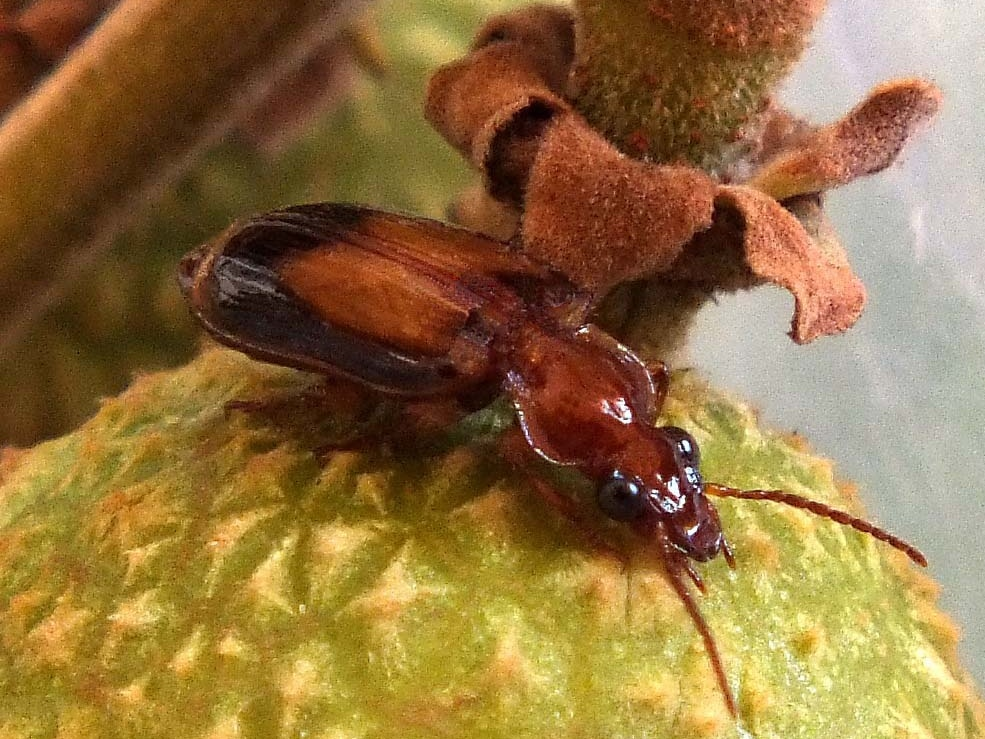
Samica

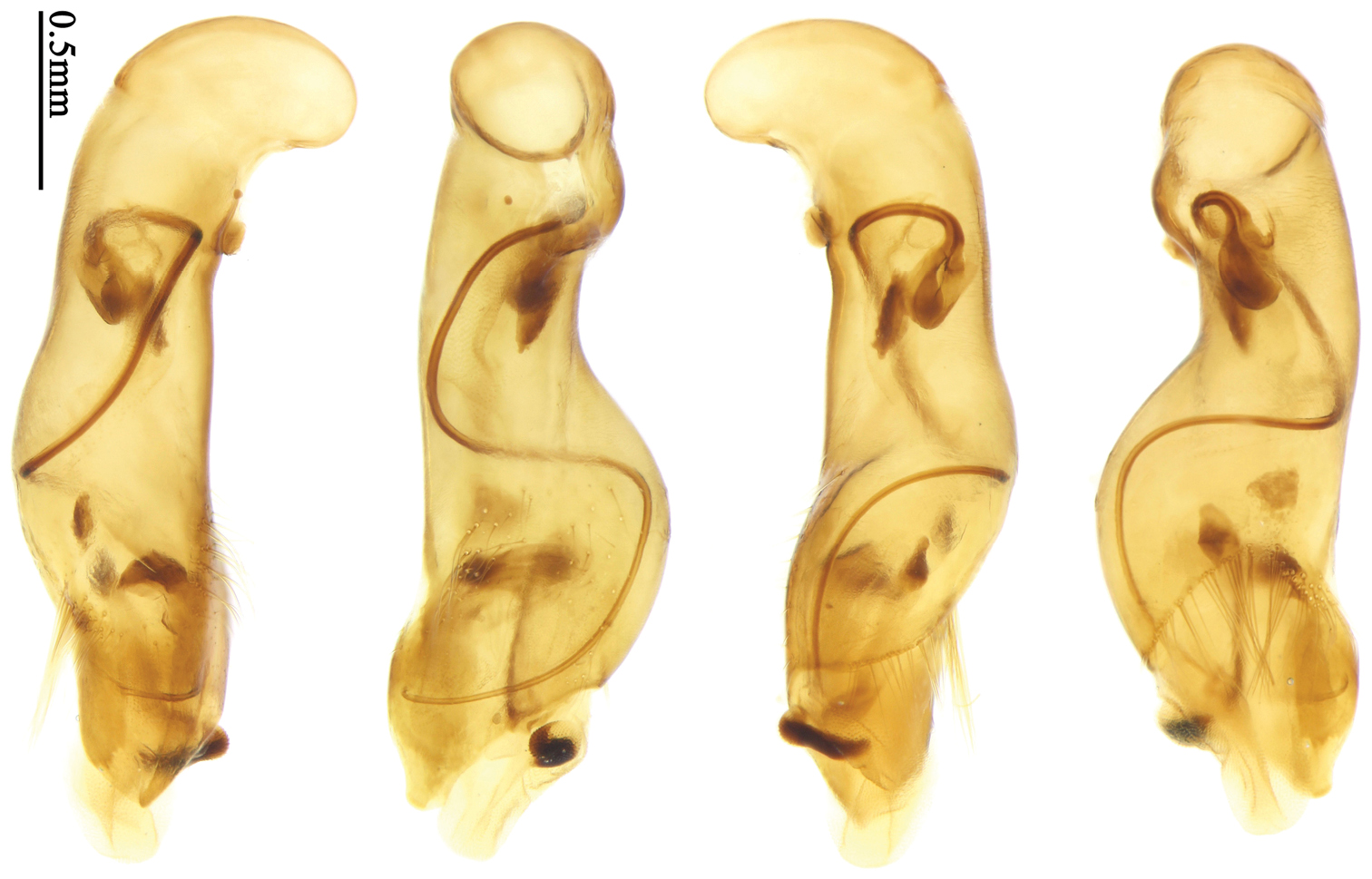
Środkowy płat edeagusa

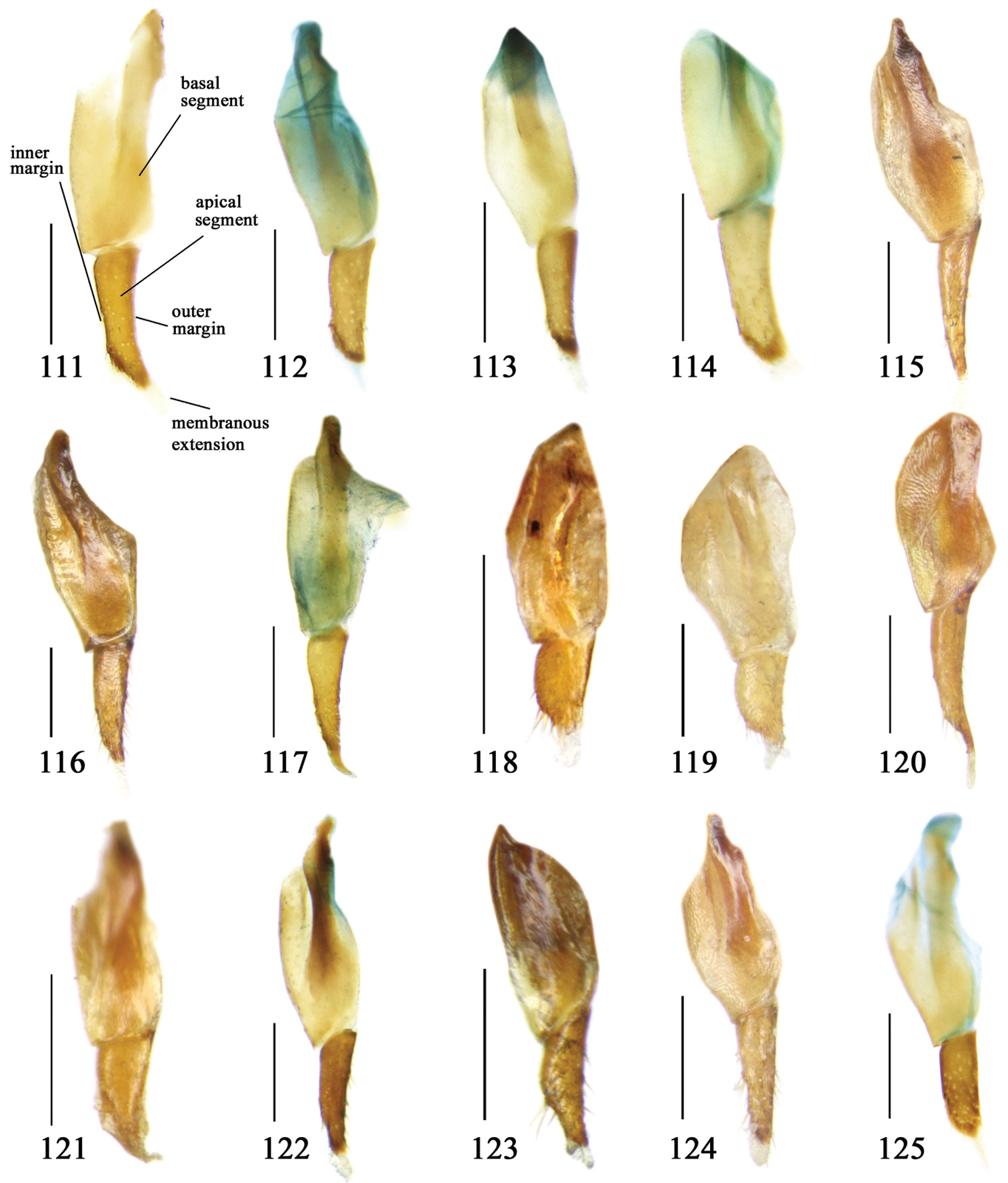
Lewe pokładełka, P. binotata na zdjęciu 111

Chrząszcz o łysym, najszerszym w przedniej ⅓ przedpleczu z lekko zafalowanymi przed kątami tylnymi brzegami bocznymi. Pokrywy mają na ciemnobrązowym tle parę wydłużonych, rudożółtych plamek. Trzecie międzyrzędy pokryw mają dwa chetopory, a piąte po jednym chetoporze u podstawy. Brak jest chetoporów wtórnych. Samiec ma genitalia o płacie środkowym edeagusa w widoku grzbietowym o silnie rozszerzonej wierzchołkowej ⅓ oraz lewym brzegu bocznym silnie zafalowanym pośrodku i dalej stopniowo zwężonym ku szczytowi. Szeroko-trójkątna z lekko zaokrąglonym szczytem blaszka wierzchołkowa umieszczona jest po brzusznej lewej stronie płata. Endofallus ma poskręcane flagellum z trąbkowatym wyrostkiem sięgającym prawej krawędzi i o powrębianym brzegu wierzchołkowym. Samica ma bardzo długą i cienką, w wierzchołkowej ⅓ silnie zakrzywioną, zaopatrzoną w krótkie odgałęzienie przynasadowe spermatekę. Gruczoł uchodzi do niej w pobliżu szczytowej ⅓, dzieląc ją na pozbawioną rzeźby część nasadową i pierścieniowato urzeźbioną część wierzchołkową. Pokładełko jest około czerokrotnie dłuższe niż u podstawy szerokie, o ostatnim członie w kształcie bułatu z długą i smukłą błoniastą wypustką na zaostrzonym wierzchołku.

## Rozprzestrzenienie
Owad orientalny, znany z południowych Chin (w tym z Junnanu, Jiangxi, Kuangsi i Guangdongu), południowej Japonii, tajwańskiej Lan Yu, Marianów, Guamu, wschodnich Indii, Mjanmy, Kambodży, Tajlandii, Wietnamu, Filipin, Indonezji (w tym Jawy, Sumatry i Borneo) oraz Papui-Nowej Gwinei.